# Minerva Népkönyvtár
Minerva Népkönyvtár – a Minerva Irodalmi és Nyomdai Műintézet Rt. kiadásában 1930-ban megjelentetett füzetsorozat. Célkitűzése, hogy népszerű, olvasmányos formában ismertesse meg az egyszerűbb olvasóközönséggel a magyar nép történetének jeleseit, a magyar irodalom kiemelkedő alakjainak műveit. Ezt szolgálták az olyan művek, mint Görög Ferenc: Tatárok torkában és Három tenger partjai között, a szerző nélküli füzetek (Attila, a hunok királya; Árpád, Álmos fia; Néhai való jó Mátyás király). A sorozatban válogatás jelent meg Petőfi Sándor, Garay János és Jakab Ödön verseiből, önálló füzetek Mesemondó, Betlehemes játékok és Nevessünk! címmel (ez utóbbi Görög Ferenc összeállításában).
A sorozat meg nem nevezett szerkesztője itt adta közre Szász Ferenc Kisgazda gyarapodása baromfitenyésztéssel c. füzetét és egy Házi kincstár c. füzetet, amelynek alcíme: "Hasznos tudnivalók a mindennapi életben", összeállítója szintén Görög Ferenc.
A Minerva Népkönyvtár még az 1930. évben meg is szűnt, bár néhány füzeten az "I. rész" jelzet arra utal, hogy a szerkesztőnek további tervei is voltak.